# Modrzerzewo
Modrzerzewo – przysiółek w Polsce położony w województwie wielkopolskim, w powiecie konińskim, w gminie Kleczew.
Miejscowość wchodzi w skład sołectwa Roztoka.
W latach 1975–1998 miejscowość administracyjnie należała do województwa konińskiego.